# 死因裁判官
，是普通法執行地區內的一個特別的死因裁判法庭的首長。他的主要工作，是當有死者在不尋常的情況下離世时，确定死者的死因。不過，一般的刑事案件未必需要召開庭聆訊。不同的司法區對這個職位的稱呼亦可能有所不同，而擔任的條件亦會不一樣。不過，他們同樣都會由死因裁判官負責主持死因的裁決。該等研訊一般被稱為死因研訊。
驗屍官與法醫的工作性質大致相同，差異在於驗屍官不一定需具備醫師資格，但法醫則必須具有醫師資格。

## 判決的意義
判決的根本意義，在於死者的死所帶來的法律責任。假設有一老婦在排隊時死亡，若死因庭發現她是死於心臟病突發，可以說她是死於自然。然而，若發現她是因為空氣不流通，以致被悶熱暈倒然後死亡，死因庭可能會裁定她死於意外。若死者死於意外，可能表示有人為的疏忽(Negligence)，可引致民事訴訟。不過，若死因庭裁定死者死於不幸，則雖然可能有人為的疏忽，但未必可以構成訴訟的理據。死因裁判亦會影響到死者的遺產分配。例如：2005年在香港就有一位老伯被家人遺棄，當他被社會福利署的社工發現後，被送往醫院，而社署職員亦發現他的床底收藏了數萬元積蓄。這一筆錢被寄存在社會福利署，直到法庭對她的死因作出裁決。
若然死者被裁定“非法被殺”，則表示死因有刑事成份，司法機關可以因此而起訴導致死者死亡的人謀殺或誤殺的罪。

## 各地制度

### 台灣的相驗制度
中華民國刑事訴訟法第218條規定，
第一項，遇有非病死或可疑為非病死者，該管檢察官應速相驗。第二項，前項相驗，檢察官得命檢察事務官會同法醫師、醫師或檢驗員行之。但檢察官認顯無犯罪嫌疑者，得調度司法警察官會同法醫師、醫師或檢驗員行之。( 因台灣現行刑事訴訟法偵查階段主體為唯一檢察官 )

### 英格蘭及威爾士的死因裁判官
在英格蘭及威爾士的死因裁判官並非公務員，而是由地方議會委任及支付薪金。
英國是世上比較早設立「死因裁判官」一職的國家之一，只比南宋的提點刑獄司晚了約一百年。大約在諾曼人於1066年登陸英格蘭之後，就有設立死因裁判官一職，但其運作形式與現代的有所不同。現代的死因裁判官要到大約19世紀左右才開始出現。隨着這兩百年間司法制度的轉變，預期在死因裁判官未來數年會有所改革。

### 香港的死因裁判官
主要任務，是調查下列死亡的原因和有關情況：
- (a) 原因不明的死亡；
- (b) 意外致死的死亡；
- (c) 有可疑之處的死亡；或
- (d) 為公眾利益必須調查的死亡

而調查的目的是為求：
- (a) 有關人等可確知死亡真相；
- (b) 建議如何防止同類死亡事件再次發生；
- (c) 清白的人可洗脫嫌疑；
- (d) 及早認識可危害生命的新事物；
- (e) 促使當局注意由可預防疾病引致的死亡以及藥物的誤用；
- (f) 阻嚇可能處事輕率的人士；及
- (g) 揭發其他方面查不到的罪行。

### 日本的死因裁判官

#### 法律依據
刑事訴訟法229條規定：檢察官可以檢査遺体，但是同條2項有「可以由檢察事務官或司法警察員代行」。 ( 因日本為雙偵查主體 )

#### 資格
所属刑事部捜査1課或同鑑識課
- 具備刑事捜査經驗
- 警部和警視以上的警察官
- 應於警察大学學習法醫學的警察官

任命死因裁判官 ( 或稱檢視 ) 。

### 澳大利亚
澳大利亚的验尸官负责调查和确定那些报告给他们的死亡案例的死因。在所有的州和领地，验尸官都是有法律培训的法官，并隶属于当地法院。四个州——新南威尔士州、南澳大利亚州、维多利亚州和西澳大利亚州——还设有州验尸官和专门的验尸法庭。在塔斯马尼亚，首席地方法官也兼任州验尸官。

## 參看
- 自然死亡
- 非自然死亡
  - 謀殺
  - 自殺
  - 死於意外
  - 死於不幸
- 地方檢察官

## 外部連結
- History of the Medieval English Coroner System by Prof. Bernard Knight, CBE